# Hippie Sabotage
Hippie Sabotage is een Amerikaans producerduo, bestaande uit de broers Sour Beats en So Crates uit Sacramento (Californië).
In 2013 verscheen hun eerste mini-album Vacants, en twee singles White Tiger en Sunny. 
Ze bewerkten in 2014 het nummer Habits van Tove Lo tot de danshit Stay high (Habits remix).

## Discografie

### Singles
| Single met eventuele hitnotering(en) in de Nederlandse Top 40 | Datum van verschijnen | Datum van binnenkomst | Hoogste positie | Aantal weken | Opmerkingen                                            |
| ------------------------------------------------------------- | --------------------- | --------------------- | --------------- | ------------ | ------------------------------------------------------ |
| Stay high (Habits remix)                                      | 03-03-2014            | 24-05-2014            | 1(3wk)          | 23           | met Tove Lo / Nr. 2 in de Single Top 100 / Alarmschijf |

| Single met hitnotering(en) in de Vlaamse Ultratop 50 | Datum van verschijnen | Datum van binnenkomst | Hoogste positie | Aantal weken | Opmerkingen |
| ---------------------------------------------------- | --------------------- | --------------------- | --------------- | ------------ | ----------- |
| Stay high (Habits remix)                             | 2014                  | 21-06-2014            | 19              | 3*           | met Tove Lo |